# Mike Gibson (giocatore di football americano)
Mike Gibson (Napa, 18 novembre 1985) è un giocatore di football americano statunitense che gioca nel ruolo di offensive guard per gli Arizona Cardinals della National Football League. Fu scelto dai Philadelphia Eagles nel corso del sesto giro del Draft NFL 2008. Al college ha giocato a football all'Università della California - Berkeley.

## Carriera professionistica

### Philadelphia Eagles
Gibson fu scelto dai Philadelphia Eagles nel corso del sesto giro del Draft 2008. Durante la sua prima pre-stagione si infortunò a una spalla, perdendo tutto il resto dell'annata. Fu svincolato il 5 settembre 2009 ma rifirmò il giorno successivo per fare parte della squadra di allenamento.

### Seattle Seahawks
Gibson firmò il 21 ottobre 2009 coi Seattle Seahawks. Disputò la sua prima gara come professionista il 20 dicembre contro i Tampa Bay Buccaneers. Nella prima gara della stagione 2010 partì come titolare contro i San Francisco 49ers il 12 settembre. In quella stagione partì 8 volte come guardia destra titolare su 14 presenze complessive, oltre a partire come titolare nel primo turno di playoff contro i New Orleans Saints e nel successivo contro i Chicago Bears. Fu svincolato il 3 settembre 2011 prima dell'inizio della stagione regolare ma rifirmò il 7 dicembre dopo l'infortunio occorso a Russell Okung.

### Ritorno agli Eagles
Dopo la scadenza del contratto con Seattle, Gibson firmò un accordo biennale per fare ritorno agli Eagles. Il 16 dicembre 2012 fu svincolato.

### Arizona Cardinals
Il 17 dicembre 2012, Gibson firmò con gli Arizona Cardinals.

## Vittorie e premi
Nessuno

## Statistiche
| Partite totali             | 20 |
| Partite totali da titolare | 8  |

Statistiche aggiornate alla stagione 2012